# Kenka Bancho Otome – Battle Royale der Liebe
Kenka Bancho Otome – Battle Royale der Liebe (jap. 喧嘩番長 乙女 ～恋のバトルロワイヤル～, Kenka Banchō Otome – Koi no Batoru Rowaiyaru [= Battle Royale]) ist eine Manga-Serie von Chie Shimada. Die Idee basiert auf dem Spiel Kenka Bancho: Badass Rumble von Spike Chunsoft von 2008. Der Manga erschien von 2015 bis 2017 in Japan und wurde als Anime-Fernsehserie adaptiert. Das Werk handelt von einem Mädchen, das durch seine Ähnlichkeit zu einem Yakuza-Sprössling auf eine Jungenschule geht und dessen Platz einnehmen soll. Die Serie ist in die Genres Action, Comedy und Romantik einzuordnen.

## Inhalt
Auf dem Weg zum ersten Tag an ihrer neuen Oberschule gerät die Waise Hinako Nakayama in einen Unfall mit Hikaru Onigashima, der ihr erstaunlich ähnlich sieht. Da Hikaru verletzt ist, soll Hinako an seiner Stelle an der Einführungszeremonie seiner Schule teilnehmen. Doch diese gerät zur Schlägerei, die Shishiku-Oberschule stellt sich als reine Jungenschule heraus, an die vor allem Schläger und Möchtegerngangster gehen. Hinako wurde von Hikaru, der nicht wirklich verletzt war, hereingelegt. Der Spross einer Yakuza-Familie sollte nicht an die Schule gehen, da er als zu schwach gilt, sodass Hinako an seine Stelle getreten ist. Sie ist tatsächlich seine Zwillingsschwester. Bisher konnte seine Familie immer die Einschulungsschlägerei gewinnen. Nun ist es ihnen dank Hinako wieder gelungen, da sie sich in ihrem harten Leben immer gegen Jungs durchsetzen musste und daher gut trainiert ist.
An der Schule wird Hinako – weiterhin für Hikaru gehalten – nun von immer weiteren Mitschülern herausgefordert. Auch Totomaru Minowa tritt gegen sie an, nachdem er sie erst für einen schwachen Jungen hielt und verteidigt hatte. Als Totomaru verloren hat, schwört er Hinako die Treue und will ihr erster Gefolgsmann sein. Als nächster fordert sie der geheimnisvolle Takayuki Konparu zu einem Kampf heraus Auch er wird besiegt und schließt sich der Gruppe an. Damit hat Hinako die stärksten in der Unterstufe besiegt.
Einen der stärksten der Mittelstufe, den Sänger, Idol und zugleich Schläger Yūta Mirako gewinnt Hinako für sich, indem sie ihm hilft. Der Schüler Rintarō Kira, der ihr dabei geholfen hat, ahnt Hinakos wahre Identität, da er sie aus dem Waisenhaus kennt. Er will sie davon abbringen, alle Schläger der Schule zu besiegen. Um ihn zu überzeugen, dass sie Hikaru ist und ihren Plan fortsetzt, muss sie auch ihn im Kampf besiegen. So sammelt sie immer weitere Jungen um sich, die ihr auf ihrem weiteren Weg helfen.

## Veröffentlichung
Der Manga erschien von Juli 2015 bis Februar 2017 im Magazin Hana to Yume bei Hakusensha. Der Verlag brachte die Kapitel auch in zwei Sammelbänden heraus. Auf Deutsch erscheinen die Bände im Juli und September 2019 bei Kazé Deutschland. Eine englische Fassung wird von Viz Media herausgegeben, eine chinesische von Tong Li Publishing.

## Animeserie
Bei den Studios A-Real und Project No.9 entstand 2017 eine Adaption des Mangas als 12-teilige Animeserie für das japanische Fernsehen. Bei dr Produktion mit Hauptautor Natsuko Takahashi führte Noriaki Saito Regie. Die künstlerische Leitung lag bei Yusuke Ikeda und das Charakterdesign stammt von Majiro.
Die je 10 Minuten langen Folgen wurden vom 12. April bis 28. Juni 2017 von Tokyo MX ausgestrahlt. International wurde der Anime auf der Plattform Crunchyroll veröffentlicht, unter anderem mit deutschen und englischen Untertiteln. Eine russisch synchronisierte Fassung erschien auf der gleichen Plattform sowie eine englische bei Funimation Entertainment.

### Synchronisation
| Rolle             | japanischer Sprecher (Seiyū) |
| ----------------- | ---------------------------- |
| Hinako Nakayama   | Hibiku Yamamura              |
| Hikaru Onigashima | Tsubasa Yonaga               |
| Totomaru Minowa   | Kenn                         |
| Takayuki Konparu  | Shōta Aoi                    |

### Musik
Für den Vorspann der Serie verwendete man das Lied Love Sniper. Der Abspann ist unterlegt mit Gankō Signal, beide Lieder sind gesungen von Love Desire. In Folge 7 kommt außerdem der Song Face to Fake von Yūta Mirako zum Einsatz.

## Videospiele
Bereits vor dem Anime erschien in Japan am 19. Mai 2016 eine Adaption des Mangas als Visual Novel, produziert von Red Entertainment. Vertrieben wurde das Spiel für die PlayStation Vita von Spike Chunsoft, die auch das Spiel herausbrachten, auf dem der Manga basiert. Die gleichen Unternehmen brachten am 27. Juni 2017 eine weitere Visual Novel unter dem Titel Kenka Bancho Otome: Kanzenmuketsu no My Honey.